# Duobrachium sparksae
Duobrachium sparksae é uma espécie de  água-viva-de-pente da ordem Cydippida.

## Descoberta
Ela foi descoberta e identificada com base apenas em imagens de vídeo de três espécimes após serem observados pelo veículo robótico Deep Discoverer. Foi descoberto pela primeira vez em um desfiladeiro a uma profundidade de 3.910 metros a noroeste da costa de Porto Rico em abril de 2015.